# ادلمانسفلدن
ادلمانسفلدن (به آلمانی: Adelmannsfelden) یک شهرداری در آلمان است که در بادن-وورتمبرگ واقع شده‌است.

## خصوصیات
ادلمانسفلدن ۲۲٫۹۰ کیلومترمربع مساحت دارد ۴۷۱ متر بالاتر از سطح دریا واقع شده‌است.

## خواهرخوانده
شهر باگنارا دی روماگنا خواهرخواندهٔ ادلمانسفلدن هست.